# Chimarra sinuata
Chimarra sinuata är en nattsländeart som beskrevs av Hwang 1957. Chimarra sinuata ingår i släktet Chimarra och familjen stengömmenattsländor. Inga underarter finns listade i Catalogue of Life.